# Чешские общины с расширенными полномочиями
Список муниципалитетов (общин) с расширенными полномочиями, упорядоченный по краям Чешской республики. Все муниципалитеты с расширенными полномочиями являются городами, управляемыми соответствующими городскими администрациями либо магистратами. Административные органы данных общин занимают промежуточное положение между краевыми органами и муниципальными органами обычных общин, осуществляя определённые законом административные функции не только на своей территории, но и на территории отнесённых к ним близлежащих обычных муниципалитетов. Помимо прочих, к ведению муниципалитетов с расширенными полномочиями отнесены следующие функции:
- оформление удостоверений личности и паспортов,
- оформление водительских удостоверений,
- ведение регистра транспортных средств,
- регистрация предпринимательской деятельности.

## Среднечешский край

### Район Бенешов
1. Бенешов
2. Влашим
3. Вотице

### Район Бероун
1. Бероун
2. Горжовице

### Район Кладно
1. Кладно
2. Слани

### Район Колин
1. Колин
2. Чески-Брод

### Район Кутна-Гора
1. Кутна-Гора
2. Часлав

### Район Мельник
1. Мельник
2. Кралупи-над-Влтавоу
3. Нератовице

### Район Млада-Болеслав
1. Млада-Болеслав
2. Мнихово-Градиште

### Район Нимбурк
1. Нимбурк
2. Лиса-над-Лабем
3. Подебрады

### Район Прага-Восток
1. Брандис-над-Лабем-Стара-Болеслав
2. Ржичани

### Район Прага-Запад
1. Черношице

### Район Пршибрам
1. Пршибрам
2. Добржиш
3. Седльчани

### Район Раковник
1. Раковник

## Южночешский край
1. Блатна
2. Вимперк
3. Водняни
4. Дачице
5. Йиндржихув-Градец
6. Каплице
7. Милевско
8. Писек
9. Прахатице
10. Собеслав
11. Страконице
12. Табор
13. Тргове-Свини
14. Тршебонь
15. Тин-над-Влтавоу
16. Ческе-Будеёвице
17. Чески-Крумлов

## Пльзеньский край

### Район Домажлице
1. Домажлице
2. Горшовски-Тин

### Район Клатови
1. Гораждовице
2. Клатови
3. Сушице

### Пльзень-юг
1. Бловице
2. Непомук
3. Пршештице
4. Стод

### Район Пльзень-город
1. Пльзень

### Район Пльзень-север
1. Краловице
2. Ниржани

### Район Рокицани
1. Рокицани

### Район Тахов
1. Тахов
2. Стршибро

## Карловарский край
1. Аш
2. Хеб
3. Карловы Вары
4. Краслице
5. Марианске-Лазне
6. Остров
7. Соколов (город)

## Устецкий край
1. Билина
2. Варнсдорф
3. Дечин
4. Жатец
5. Кадань
6. Литомержице
7. Литвинов
8. Лоуни
9. Ловосице
10. Мост
11. Подборжани
12. Руднице-над-Лабем
13. Румбурк
14. Теплице
15. Усти-над-Лабем
16. Хомутов

## Либерецкий край
1. Железни-Брод
2. Йилемнице
3. Либерец
4. Нови-Бор
5. Семили
6. Танвальд
7. Турнов
8. Фридлант
9. Ческа-Липа
10. Яблонец-над-Нисоу

## Краловеградецкий край
1. Броумов
2. Врхлаби
3. Добрушка
4. Двур-Кралове-над-Лабем
5. Горжице
6. Градец-Кралове
7. Йичин
8. Костелец-над-Орлици
9. Наход
10. Нова-Пака
11. Нове-Место-над-Метуйи
12. Нови-Биджов
13. Рихнов-над-Кнежноу
14. Трутнов
15. Яромерж

## Пардубицкий край
1. Високе-Мито
2. Глинско
3. Голице
4. Жамберк
5. Кралики
6. Ланшкроун
7. Литомишль
8. Моравска-Тршебова
9. Пардубице
10. Поличка
11. Пршелоуч
12. Свитави
13. Усти-над-Орлици
14. Хрудим
15. Ческа-Тршебова

## Край Высочина
1. Бистршице-над-Перштейном
2. Гавличкув-Брод
3. Гумполец
4. Ждяр-над-Сазавоу
5. Йиглава
6. Моравске-Будеёвице
7. Намешть-над-Ославоу
8. Нове-Место-на-Мораве
9. Пацов
10. Пельгржимов
11. Светла-над-Сазавоу
12. Тельч
13. Тршебич
14. Вельке-Мезиржичи
15. Хотеборж

## Южноморавский край
1. Бланско
2. Босковице
3. Брно
4. Бржецлав
5. Бучовице
6. Весели-над-Моравоу
7. Вишков
8. Годонин
9. Густопече
10. Жидлоховице
11. Иванчице
12. Куржим
13. Кийов
14. Микулов
15. Моравски-Крумлов
16. Погоржелице
17. Росице
18. Славков-у-Брна
19. Шлапанице
20. Тишнов
21. Зноймо

## Оломоуцкий край
1. Границе
2. Забржех
3. Есеник
4. Конице
5. Липник-над-Бечвоу
6. Литовель
7. Могелице
8. Оломоуц
9. Простеёв
10. Пршеров
11. Штернберк
12. Шумперк
13. Уничов

## Моравскосилезский край
1. Биловец
2. Богумин
3. Брунтал
4. Витков
5. Гавиржов
6. Глучин
7. Карвина
8. Копршивнице
9. Краварже
10. Крнов
11. Нови-Йичин
12. Одри
13. Опава
14. Орлова
15. Острава
16. Римаржов
17. Тршинец
18. Френштат-под-Радгоштем
19. Фридек-Мистек
20. Фридлант-над-Остравици
21. Чески-Тешин
22. Яблунков

## Злинский край
1. Бистршице-под-Гостинем
2. Валашске-Клобоуки
3. Валашске-Мезиржичи
4. Визовице
5. Всетин
6. Голешов
7. Злин
8. Кромержиж
9. Лугачовице
10. Отроковице
11. Рожнов-под-Радгоштем
12. Угерски-Брод
13. Угерске-Градиште